# فرودگاه فو کت
 فرودگاه فو کت (به انگلیسی: Phu Cat Airport) (به زبان بومی: Sân bay Phù Cát) یک فرودگاه همگانی و نظامی با کد یاتا UIH است که یک باند فرود بتن دارد و طول باند آن ۳۰۵۱ متر است. این فرودگاه در کشور ویتنام قرار دارد و در ارتفاع ۲۴ متری از سطح دریا واقع شده است.

## شرکت‌های هواپیمایی و مقصدهای پروازی
| شرکت‌های هواپیمایی | مقصدهای پروازی        |
| ----------------- | --------------------- |
| جت استار پاسیفیک  | نوا به ، تان سون نهات |
| ویت‌جت ایر         | نوا به، تان سون نهات  |
| ویتنام ایرلاینز   | نوا به، تان سون نهات  |